# マサリク (小惑星)
マサリク (1841 Masaryk) は小惑星帯にある小惑星。チェコの天文学者、ルボシュ・コホーテクがハンブルクのベルゲドルフ天文台で発見した。
チェコの社会学者・哲学者・政治家で、チェコスロヴァキア共和国の初代大統領、トマーシュ・マサリクに因んで名付けられた。